# Valentine Nelson
Valentine Nelson (12 aprile 1987) è un calciatore papuano, difensore del Tukoko University.

## Carriera

### Club
Ha sempre giocato nel campionato di casa.

### Nazionale
Partecipa alla Coppa delle nazioni oceaniane 2016 con la propria Nazionale, arrendendosi solo alla Nuova Zelanda in finale.